# عمر توپراک
عمر توپراک (ترکی استانبولی: Ömer Toprak؛ زاده ۲۱ ژوئیهٔ ۱۹۸۹) بازیکن فوتبال اهل ترکیه است.